# Kościół św. Klary w Porto
Kościół św. Klary (port. Igreja de Santa Clara) – rzymskokatolicka świątynia znajdująca się w portugalskim mieście Porto. Należy do parafii katedralnej.
Świątynia znajduje się na terenie historycznego centrum miasta, wpisanego w 1996 roku na listę światowego dziedzictwa UNESCO.

## Historia
Budowę klasztoru klarysek wraz z kościołem rozpoczęto 28 marca 1416, w ceremonii uczestniczył m.in. król Jan I Dobry. Gmach ufundował biskup Fernando da Guerra, powstał on na miejscu starszego kompleksu z XIII wieku. Prace budowlane ukończono w 1457 roku. W XV i XVI wieku do klasztoru sprowadzono zakonnice z likwidowanych mniejszych placówek z innych miejscowości. Klaryski zajmowały obiekt do XIX wieku, tj. do momentu śmierci ostatniej z sióstr. W późniejszych latach kompleks pełnił funkcję ośrodka zdrowia. W 1910 został uznany za zabytek. Od połowy XX wieku kościół wielokrotnie poddawano restauracji, jedna z nich miała miejsce w latach 2016-2021.

## Architektura i wyposażenie
Budynek reprezentuje styl manueliński. Do świątyni wchodzi się od strony dziedzińca klasztornego, przez renesansowy portal z barokowymi drzwiami, wykonanymi w 1697 roku. Posiada jedną nawę. Bogato zdobione, barokowe wyposażenie kościoła pochodzi I połowy XVII wieku, z wyjątkiem pokrywających ściany XVIII-wiecznych płytek azulejo.

## Galeria

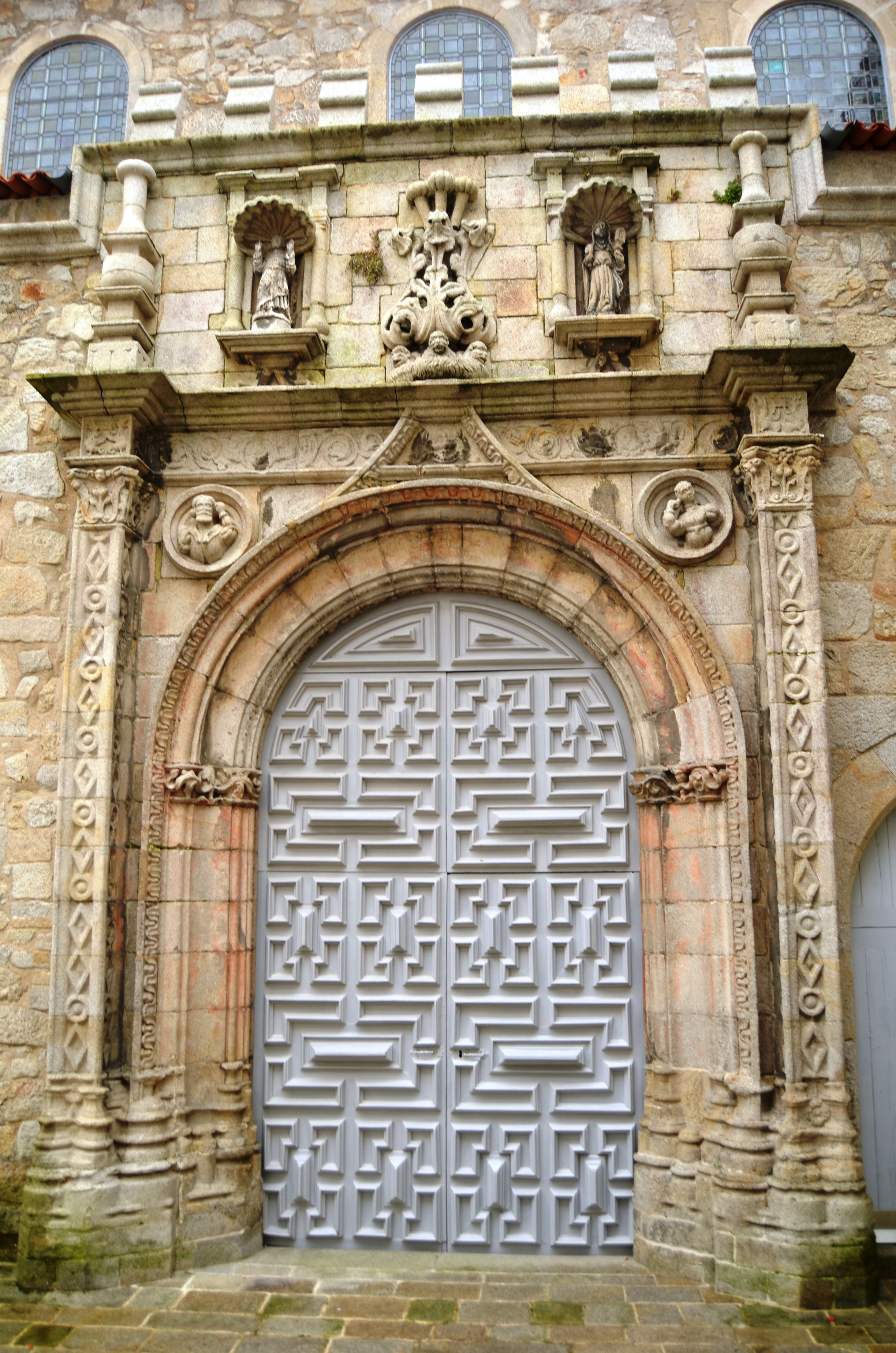
Portal główny
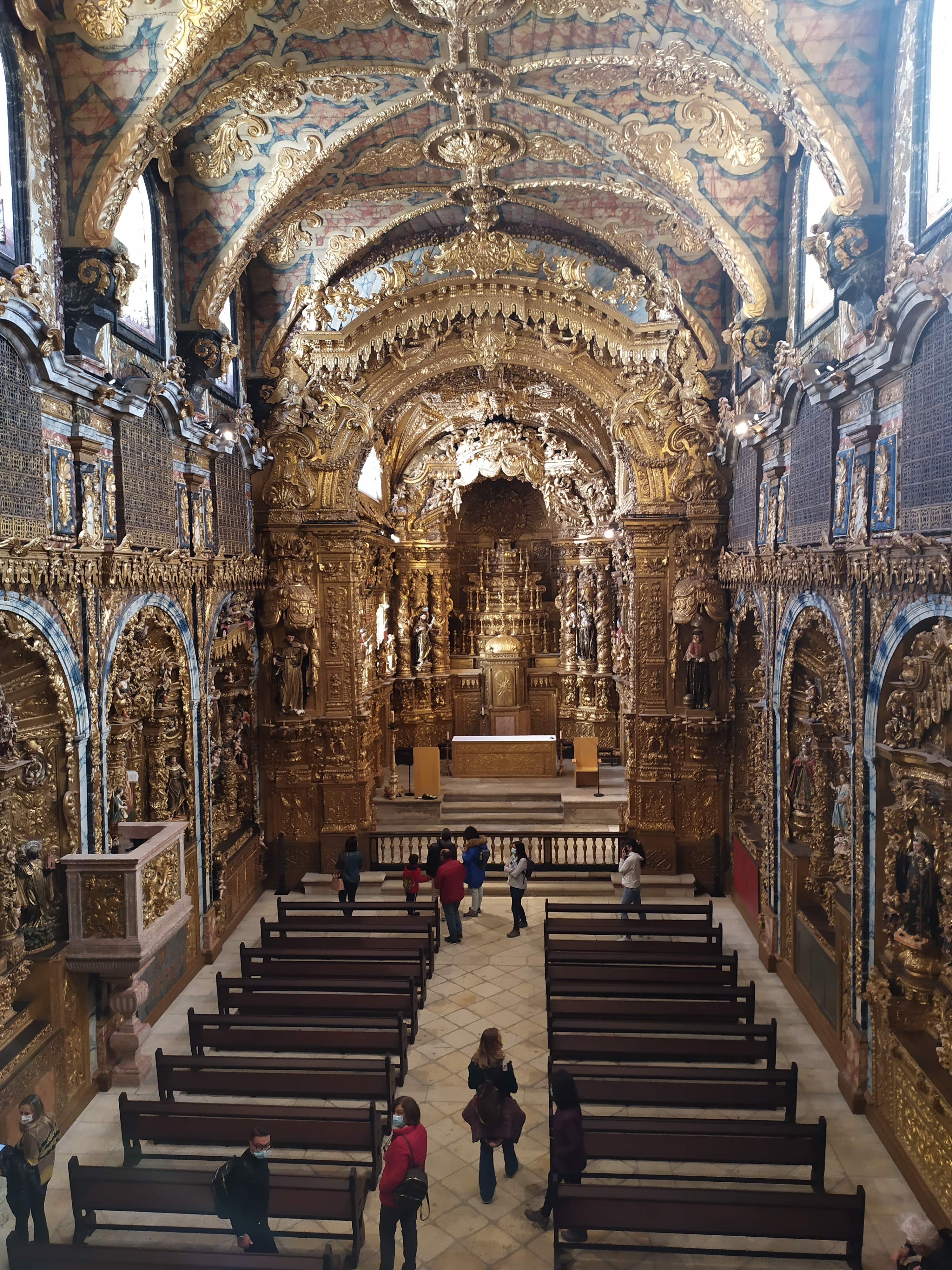
Wnętrze
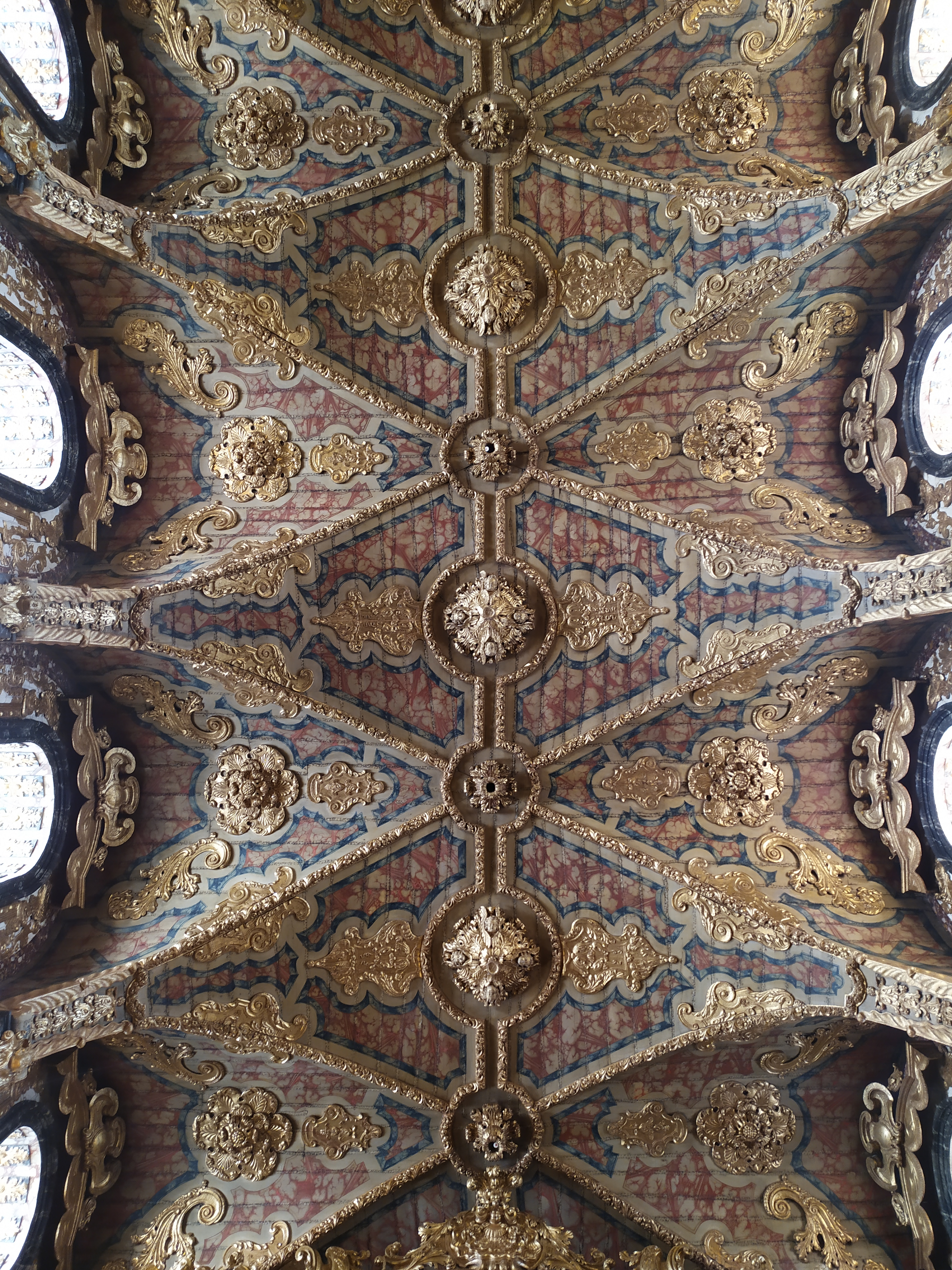
Sklepienie
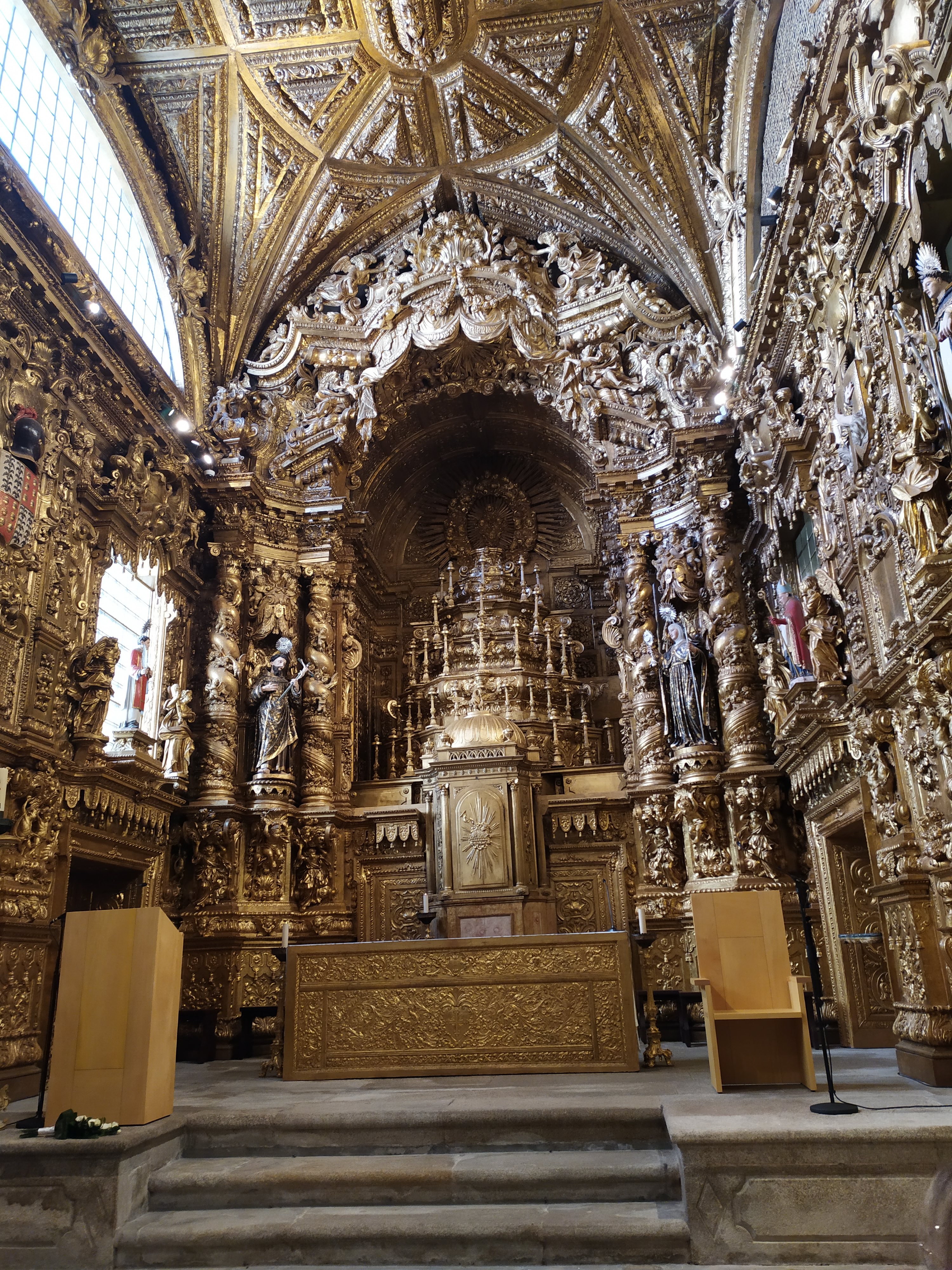
Prezbiterium